# 라인루르 S반
라인루르 S반(독일어: S-Bahn Rhein-Ruhr)은 독일 루르 및 라인란트 지역에서 운행하는 광역철도 시스템이다. 중심점이 없는 다핵 구조의 노선망을 가지고 있으며, 노르트라인베스트팔렌주 서부의 라인루르 교통조합(Verkehrsverbund Rhein-Ruhr, VRR) 지역을 운행한다.
중부독일 S반에 이어서 독일에서 노선 규모가 2번째로 큰 S반 시스템이다. 일부 노선은 쾰른 S반 지역으로도 운행한다.
여러 종류의 차량이 사용된다. 422형 전동차 및 2019년 12월 시간표 개정부터 슈타들러 FLIRT 3XL 차량이 투입되었고, S5 및 S8 노선에는 2014년 12월부터 알스톰 코라디아 콘티넨탈(1440.3형) 차량이 투입되었다. 출퇴근 시간대 전용 노선인 S 68 노선에는 420형 전동차가 투입된다. 비전철 구간에서는 알스톰 코라디아 LINT(1648형, S7, Vias) 및 인테그랄 S5D95 차량(609.1형, S28, 레기오반)이 투입된다.

## 역사
제2차 세계 대전 이전에도 루르 지역의 철도 교통 시스템(Ruhrschnellverkehr)이 계획되어 있으며, 현재의 S반 노선과 다수 겹친다. 일부 구간에는 S반 전용선이 설치되었다. 1948년부터 고속 지역교통(Nahschnellverkehr, 이후 Bezirksschnellverkehr) 시스템이 다시 도입되었다. 프로이센 T 18형 증기 기관차 외에도 지역교통을 위해서 개발된 DB 65형 증기 기관차가 도입되었다.
1967년에 전기 기관차가 도입되면서 S반 시스템에 편입되었고, 라팅겐 동역-뒤셀도르프 가라트역까지 구간에 전기 기관차 견인 열차가 운행했다. 이 노선은 독일 최초의 가공 전차선 방식 S반 노선이다. 이듬해에 S6 노선은 계속 연장되었다.
- 1968년 5월 26일: 라팅겐 동역-에센 중앙역
- 1968년 12월 23일: 랑겐펠트 (라인란트) 연장

1974년 5월 26일 뒤스부르크 그로센바움역-보훔 중앙역간 S1, 오버하우젠 중앙역-하팅겐 (루르)역간 S3 노선이 개통했다. 뒤셀도르프 공항 터미널역은 1975년 10월 27일에 S반 노선이 개통되었고, 뒤셀도르프 중앙역에서 출발한 S7 노선의 열차가 운행했다. S1 노선의 뒤스부르크 그로센바움-뒤셀도르프 중앙역 구간은 1977년 9월 25일에 개통했고, 졸링겐 올리히스(현재의 졸링겐 중앙역)까지는 1980년 9월 28일에 개통되었다. 1980년 1월 1일부터 VRR 운임이 도입되었다.
1983년에는 도르트문트에 첫 S반 노선이 개통되었고, 그 해 9월 25일에는 보훔발 S1 노선이 도르트문트로 연장되었다. 이 노선은 근처 도르트문트 대학교를 연결했다. 1984년 6월 3일에는 도르트문트 게르마니아역-우나역간 S4 노선이 개통했다. 1987년 7월 S3 노선의 하팅겐 도심 접근성을 개선하기 위해서 하팅겐 (루르) 미테역까지 1개 역 연장되었다. 1988년 5월 29일에는 당시 독일에서 가장 길었던 S반 노선인 하겐 중앙역-묀헨글라트바흐 중앙역간 S8 노선(동서간 S반; Ost-West-S-Bahn)이 개통했다. 한편 1975년 6월 1일 개통되었던 베르기슈글라트바흐-쾰른 호어바일러간 쾰른 S반 S11 노선이 쾰른 호어바일러 노르트, 노이스 중앙역으로 연장되었고, 뒤셀도르프 게레스하임역까지 연결되어 쾰른과 루르 지역을 연결하는 노선이 개통되었다.
1990년 5월 27일에는 뒤셀도르프 공항 터미널역에 정차하는 S1 노선의 대체 노선인 S21 노선이 개통했고, 쾰른 S반의 중심 노선이 되는 별도의 노선과 쾰른 한자링역이 개통했다. 1991년 6월 2일에는 쾰른으로 연장된 S6 노선이 쾰른 한자링역에도 정차하기 시작했다. 같은 날에는 도르트문트발 겔젠키르헨, 헤르네, 알텐에센, 오버하우젠 경유 뒤스부르크행 S2 노선이 개통했다. 1991년 9월 29일에는 에센, 1998년 5월 24일에는 레클링하우젠 방면 지선이 개통했다. 1993년 5월 23일 S4 노선의 도르트문트 뤼트겐도르트문트역 연장 구간이 개통했다. 1994년 5월 29일 S8 노선의 연장으로 하겐발 베터 (루르), 비텐 경유 도르트문트행 S5 노선이 개통했다. 1998년 5월 24일 할테른발 에센 슈텔레행 S9 노선이 개통했다. 1999년 9월 26일에는 과거 카르스트발 노이스행 및 뒤셀도르프발 메트만행 RB 노선이 레기오반에 편입되었고 S 28 노선으로 개통했다.
2013년 7월 VRR에서는 졸링겐 중앙역-렘샤이트 중앙역-부퍼탈 중앙역간 RB 47(데어 뮝스테너, Der Müngstener) 노선을 2013년 12월부터 S반에 편입하여 S7로 운행하겠다고 밝혔다. 같은 시기에 아벨리오 레일 NRW에서 DB 레기오로부터영업권을 넘겨받았다.
2020년 9월 11일 S9 노선의 글라트베크 베스트-레클링하우젠 중앙역 구간이 개통했다. 약 2년 후 2022년 12월 11일 헤르텐 (베스트팔렌)역이 개업했다. 이 노선의 추가 계획된 정차역 2곳은 2024년 이후에 개통할 예정이다.